# Jorge Miranda
Jorge Manuel Moura Loureiro de Miranda ComSE • GCIH • GCL • GCCa • GCIP (Braga, 15 de abril de 1941) é um professor universitário e jurisconsulto português.
É professor catedrático jubilado do Grupo de Ciências Jurídico-Políticas da Faculdade de Direito da Universidade de Lisboa, bem como professor catedrático da Faculdade de Direito da Universidade Lusófona de Humanidades e Tecnologias e da Universidade Católica Portuguesa.

## Biografia
Antes de ingressar na Universidade, foi aluno do Liceu Camões.
Licenciado em Direito (1963), diplomado no Curso Complementar de Ciências Político-Económicas (correspondente ao atual curso de mestrado) e doutor em Ciências Jurídico-Políticas (1979) — com a tese A Constituição de 1976: formação, estrutura e princípios fundamentais — fez carreira na docência universitária, tendo chegado a professor catedrático das Faculdades de Direito da Universidade de Lisboa e da Universidade Católica Portuguesa. Em ambas as Faculdades, exerceu a regência de todas as disciplinas do Grupo de Ciências Jurídico-Políticas; nos últimos anos de docência, ocupou-se da regência de direito constitucional e direitos fundamentais.
Também na Faculdade de Direito da Universidade de Lisboa, onde foi saneado após a Revolução de 25 de Abril de 1974, exerceu funções como presidente do Conselho Científico (1988-1990 e 2004-2007) e, durante dez anos consecutivos, presidente do Conselho Diretivo (1991-2001).
Eleito pelo Partido Popular Democrático (PPD), foi deputado à Assembleia Constituinte (1975-1976), tendo assumido um papel destacado na feitura da Constituição portuguesa de 1976. A sua colaboração estender-se-ia, de resto, à elaboração das Constituições de São Tomé e Príncipe (1990), de Moçambique (1990), da Guiné-Bissau (1991) e de Timor-Leste (2001).
Foi membro da Comissão Constitucional (1976-1980), órgão precursor do atual Tribunal Constitucional.
Abandonou o PSD na cisão que deu origem à Acção Social Democrata Independente, seguindo Joaquim Magalhães Mota, António de Sousa Franco, entre outros. Esta estrutura garantir-lhe-ia um novo mandato como deputado à Assembleia da República (1980-1983), na coligação Frente Republicana e Socialista.
Apoiado pelo PS, em 2009 surgiu como candidato ao cargo de Provedor de Justiça, mas retirou-se em virtude da sua não eleição à primeira volta.
No âmbito académico, assumiu ainda a função de vogal da Comissão Científica da Escola de Direito da Universidade do Minho (1973-2005); de coordenador da licenciatura em Direito da Universidade Católica Portuguesa (1983-1989); de vogal da Comissão Instaladora da Faculdade de Direito da Universidade do Porto (1996).
É autor de mais de 250 publicações, entre monografias, manuais, lições policopiadas e artigos científicos, salientando-se os títulos Contributo para uma teoria da inconstitucionalidade (1968) — trabalho apresentado no Curso Complementar de Ciências Político-Económicas, correspondente ao atual curso de mestrado —, A Revolução de 25 de Abril e o Direito Constitucional (1975), A Constituição de 1976: formação, estrutura e princípios fundamentais (1978) — tese de doutoramento em Ciências Jurídico-Políticas —, Manual de Direito Constitucional (1981), Direito da Economia (1983), Estudos de Direito Eleitoral (1995), Direito Internacional Público (1995), O Constitucionalismo Liberal Luso-Brasileiro (2001) e Teoria do Estado e da Constituição (2002).
É Doutor Honoris causa em Direito, pela Universidade de Pau (França, 1996), Universidade do Vale do Rio dos Sinos (Brasil, 2000), Universidade Católica de Lovaina (Bélgica, 2003) e pela Universidade do Porto (2005).

### Interrupção Voluntária da Gravidez
É contra a Interrupção Voluntária da Gravidez, defendendo a inconstitucionalidade dos dois referendos realizados em Portugal sobre a matéria, por estes contrariarem o direito fundamental à vida humana, consagrado na Constituição.

### Casamento entre pessoas do mesmo sexo
Defende que o casamento entre pessoas do mesmo sexo é inconstitucional, pois contraria os artigos 13.º e 36.º da mesma Constituição, atestando que os homossexuais têm todos os direitos, inclusivamente o de casar, mas não com pessoas do mesmo sexo e; ademais, o casamento entre pessoas do mesmo sexo retira o livre direito de constituir família, pois impede a procriação biológica.

### Eutanásia
Em conjunto com Fausto de Quadros, Jorge Bacelar Gouveia, José Manuel Sérvulo Correia e outros especialistas considera a Eutanásia inconstitucional à luz da Constituição Portuguesa de 1976.

## Condecorações
- A 9 de junho de 1994, Comendador da Antiga, Nobilíssima e Esclarecida Ordem Militar de Sant'Iago da Espada, do Mérito Científico, Literário e Artístico
- A 9 de junho de 2001, Grã-Cruz da Ordem da Liberdade
- A 9 de junho de 2005, Grã-Cruz da Ordem do Infante D. Henrique
- A 20 de abril de 2017, Grã-Cruz da Ordem da Instrução Pública
- A 25 de Julho de 2022, Grã-Cruz da Ordem de Camões.[3]